# Benbush (Virginia Occidental)
Benbush es un área no incorporada ubicada dentro del Distrito Fairfax, una división civil menor del condado de Tucker, Virginia Occidental, Estados Unidos. Está catalogada como un asentamiento humano por la Junta de Nombres Geográficos de los Estados Unidos.
El número de identificación (ID) asignado por el Servicio Geológico de Estados Unidos es 1553858.

## Geografía
Se encuentra a una altitud de 909 m s. n. m. (2982 pies) según el conjunto de datos de elevación nacional.